# بازده
بازدهی، کارایی یا راندمان، نشان‌دهندهٔ جلوگیری از هدر رفتن مواد، انرژی، سرمایه، و زمان در انجام کارها است. این مفهوم در بسیاری از شاخه‌های فیزیک، مهندسی، ریاضیات، و اقتصاد یک کمیت سنجش‌پذیر است. بازده را معمولاً به صورت نسبت میان «خروجی مفید» به «ورودی کل» تعریف می‌کنند.
کارایی مفهومی است که هزینهٔ منابع صرف شده در فرایند کسب هدف را ارزیابی می‌کند. بدین صورت که مقایسهٔ خروجی‌های به‌دست آمده با ورودی‌های مصرف‌شده میزان کارایی را مشخص می‌کند. برای سنجش کارایی هزینهٔ تأمین منابع انسانی، هزینهٔ استفاده از تجهیزات، نگهداری تسهیلات و نرخ بازگشت سرمایه و نظایر آن مورد ملاحظه قرار می‌گیرد.
در این تعبیر از کارایی، کاراترین سرپرست کسی است که واحدش بتواند با کمترین هزینه مواد و دستمزد روزانه کار کند.

## در فیزیک
- بازده مکانیکی (با مزیت مکانیکی اشتباه نشود)
- بازده تبدیل انرژی
- بازده گرمایی
- بازده حجمی
- بازده الکتریکی

## در اقتصاد
- اثربخشی
- کارایی[۱]
- بهره‌وری
- کارایی پارتو
- بهره‌وری اقتصادی[۲]

## در دیگر علوم
- کارایی (آمار)
- کارایی پارتو
- کارایی الگوریتمی